# Keşkek

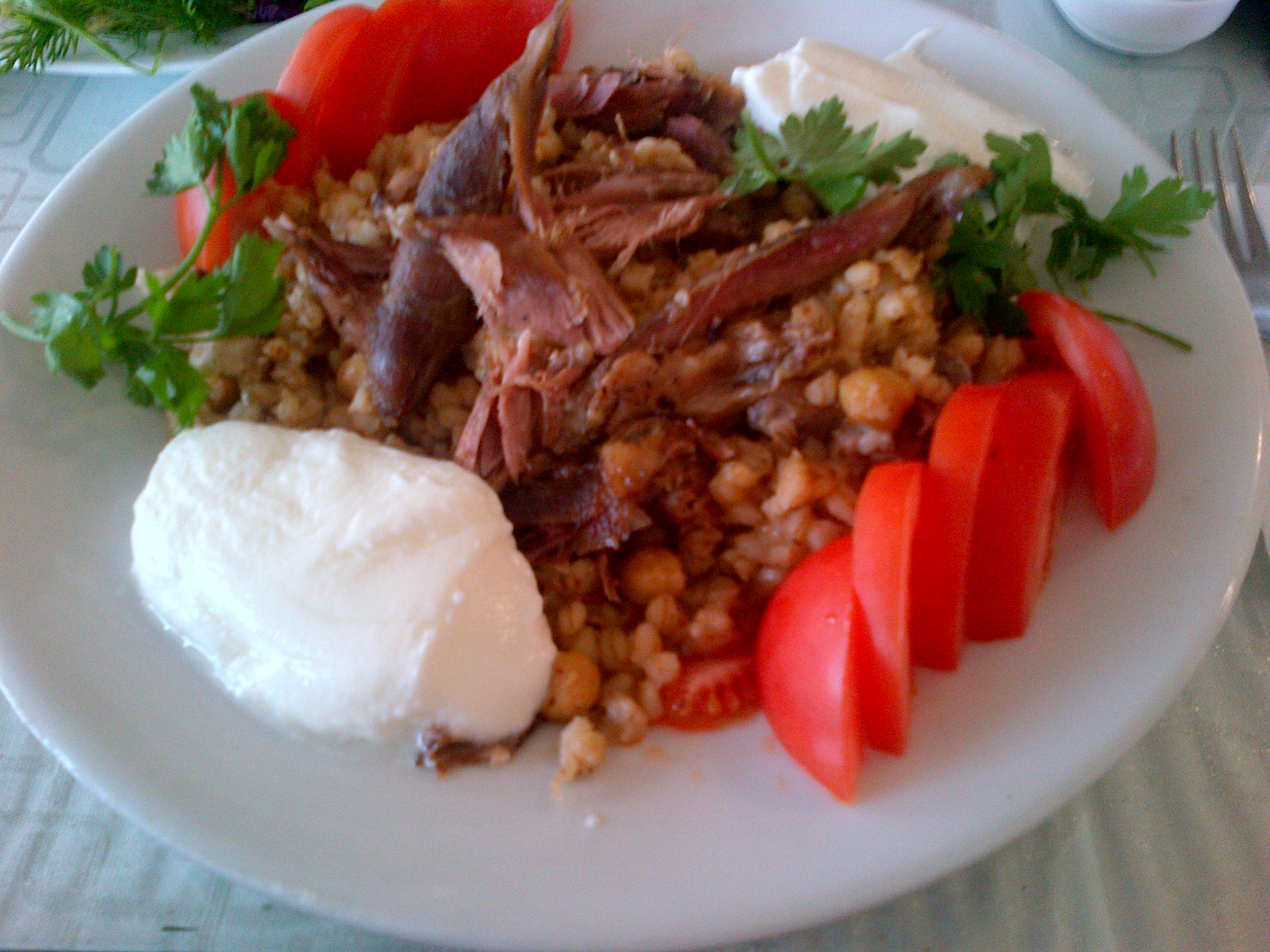
"Keşkek" a l'estil de Tokat: els grans de blat no es molen, té cigrons i es fa amb carn de xai.

Keşkek és un plat tradicional de carn (d'ovella o de pollastre) amb "yarma" (un product de blat) de la cuina turca i dels països veïns de Turquia. La tradició cerimonial de preparació de keşkek ha estat reconeguda com a Patrimoni Cultural Immaterial de la Humanitat per la Unesco.
Tots els ingredients del menjar (carn, blat, oli o grassa, sal, espècies) es posen en un recipient tradicional de coure, anomenat kazan (és a dir "marmita" o "caldera") en turc. El menjar, mentre es cuina al kazan sobre la fogata, es remou i es mol amb uns pals de fusta fins a convertir-lo en una pasta (veure les imatges a l'enllaç extern).
El Keşkek s'acostuma a fer a l'aire lliure a la Turquia rural i es fa -especialment- per festejar algun esdeveniment significant, com unes noces o d'altres cerimònies.